# John Clarke (cầu thủ bóng đá Anh)
John Clarke là một cầu thủ bóng đá người Anh thi đấu ở vị trí tiền đạo.